# Leidnersche Sägemühle
Die Leidnersche Sägemühle ist ein Bauwerk in Elmstein. Sie steht unter Denkmalschutz.

## Lage
Die Mühle befindet sich am nordwestlichen Siedlungsrand von Elmstein in der örtlichen Hauptstraße, die mit der Landesstraße 499 identisch ist und trägt die Hausnummer 142 beziehungsweise 142a. Unmittelbar westlich fließt der Speyerbach vorbei. Hinter letzterem erstreckt sich außerdem das Grundwieser Eck.

## Geschichte
Die Mühle wurde ab 1900 errichtet; ein Jahr später nahm sie ihren Betrieb auf. In Folge erlebte sie mehrere Besitzerwechsel. Von 1932 bis 1964 wurde sie vom Unternehmen Gebrüder Leidner betrieben, daher rührt der Name. Im Anschluss wurde sie verpachtet. 1971 wurde die stillgelegt. In den Folgejahrzehnten fand sie zunächst keinen neuen Verwendungszweck und war nicht mehr bewohnt, ehe sie von einem Förderverein gekauft wurde. Dieser sanierte das Bauwerk in der Folgezeit, sodass es schließlich den Status eines Kulturdenkmals erhielt.

## Architektur
Das Ensemble stellt eine bauliche Gesamtanlage dar. Es besteht aus einem Wohnhaus, einem Mühlengebäude mit Werkstattbau samt Inventar und einem südöstlich davon befindlichen Schuppen. Ebenfalls denkmalgeschützt sind die unmittelbar an ihr befindlichen wasserbauliche Anlagen wie dem Mühlgraben samt dessen Ablauf, dem Abschnitt des Speyerbachs zwischen der Mündung des Großen Legelbaches und dem Ende des Mühlgrabens sowie die zugehörige Freiflächen, vor allem der Hofraum sowie die Wiesen zwischen Straße und Speyerbach.